# Oregon Route 206
Az Oregon Route 206 (OR-206) egy oregoni állami országút, amely észak–déli irányban az Interstate 84 és a U.S. Route 30 közös szakaszának 97-es lehajtójától a 74-es és 207-es utak heppneri csomópontjáig halad.
Az út két szakaszból (Wasco–Heppner Highway No. 300 és Celilo–Wasco Highway No. 301) áll.

## Leírás
Az útvonal az Interstate 84 és a 30-as szövetségi országút közös szakaszának Celilo Village-től keletre fekvő csomópontjánál kezdődik délkeleti keleti irányban. A szakasz az autópályával és a Columbia-folyóval párhuzamosan futva keresztezi a Deschutes-folyót, majd délre fordul, ahol Locust Grove-on és Wascón át a Cottonwood Canyon környékére érkezik; a John Day-folyón való átkelés után a pálya eléri Condont, majd a 19-es út keresztezése után keleti irányban halad tovább, ezután egy északi irányú félkört megtéve Eightmile-ba ér, ezután pedig a 207-es út ruggsi elágazása mellett elhaladva Heppnerbe ér, ahol a főutca végén a 78-as és 207-es utak csomópontjához érkezik.
A Celilo Village és Biggs Junction települések között futó szakaszt 206S jelzéssel látták el.